# Andulka, děvče venkova
Andulka, děvče venkova nebo častěji zkráceně jen Andulka je opera – podle autorského označení „původní prostonárodní zpěvohra“ – o třech dějstvích českého skladatele Romana Nejedlého na vlastní libreto.

## Vznik, charakteristika a historie
Roman Nejedlý vyučoval v letech 1871–1901 na obecné škole v Litomyšli a současně se podílel na tamějším amatérském divadelním a hudebním životě, zejména ve zpěváckém spolku Vlastimil, jejž řídil v letech 1872-1883 a spolupracoval s ním i později. Již od 70. let 19. století komponoval spotřební skladby pro pěvecké a ochotnické spolky – kuplety, kabaretní výstupy, scénky a komické operety a zpěvohry (Král Vondráček XXVII., Sezení obecní rady v Mrkvanticích, Zábava v lázních, Edip král, Zápas o nevěstu, Starý rok před porotou). Současně vlastním nákladem vydával tyto vlastní práce i podobné práce jiných autorů.
Nejambicióznějším dílem, určeným případně i profesionálním interpretům, byla zpěvohra Andulka. Jedná se o lidovou operu o třech dějstvích s hudbou i dějem opírajícím se o známé Smetanovy a Blodkovy opery, přičemž hlavní dějová zápletka připomíná Wagnerovy Mistry pěvce norimberské. I když byla prokomponována (bez mluvených dialogů, Nejedlý ji nazval „zpěvohrou“ spíše než „operou“. Brněnský kritik Karel Sázavský ji žánrově charakterizoval takto: „Andulka zaujímá lehkou hudbou svou střední místo mezi operou a operettou; jen asi dvěma čísly kloní se více k této než k oné.“
Dobová zpráva v Divadelních a zábavných listech měla za to, že „celou práci, založenou klidnými melodiemi opery prostonárodní, ochromuje měrou povážlivou velice ubohé libreto“; o něco později tisk píše, že „děj ze života našeho venkova vzatý jest podkladem hudbě z národních motivů volených“; „jest komponovaná v lehkém slohu prostonárodním […] hezky se poslouchá“. Karel Sázavský shrnoval její kvality takto „Vlastnosti, pro které se líbí, jsou tyto: Zábavné libretto, v němž užito s úspěchem některých obyčejů z kraje Litomyšlského, přístupná hudba, zvláště její melodičnost a prostonárodní její ton, patrný i v části orchestrální, která napodobuje na mnohých místech venkovskou hudbu naší.“ Podle Jitky Ludvové „dávala vděčnou příležitost jedné profesionální sólistce a amatérským mužským hlasům“ a „vycházela cíleně vstříc vkusu průměrného diváka“.
Podle literatury byla provedena poprvé roku 1892 v Litomyšli. Údajně se tak stalo v podání Lacinovy společnosti (Lacina však společnost svého tchána Václava Svobody převzal až po jeho smrti roku 1895, i když od roku 1891 ji umělecky řídil); mohlo se tak stát za účasti spolku Vlastimil. V dobovém tisku není tato premiéra reflektována.
Jako „původní operní novinku“ Andulku v každém případě provedla divadelní společnost Pavla Švandy mladšího ze Semčic, a to poprvé 26. června 1892 v Praze ve Smíchovské aréně, jako benefici kapelníka Antonína Kotta a za přítomnosti autora, jenž byl „hojným potleskem zahrnut“.

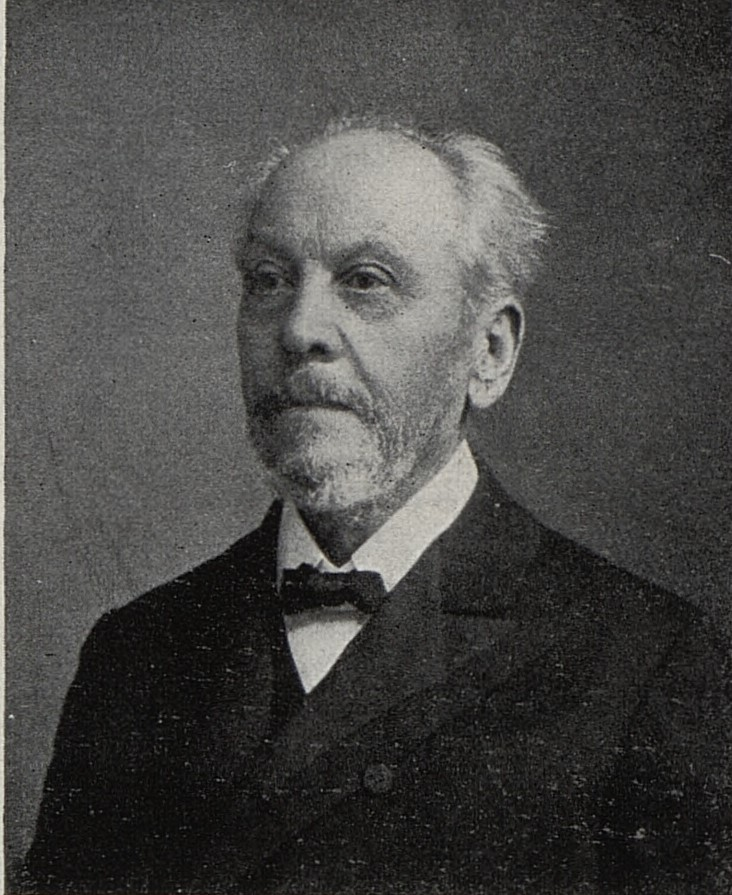
Roman Nejedlý, fotografie z roku 1914

2. prosince téhož roku ji táž společnost poprvé hrála v městském divadle v Plzni. Co však účinkovalo v lidové aréně, bylo přijímáno poněkud jinak v seriózním městském divadle. Hynek Palla v Plzeňských novinách o této prostonárodní zpěvohře kriticky píše: „Prostonárodní ton ovšem v novince vládne, ale s prostností národního tónu (ve slovní části, rovněž od skladatele pocházející, až příliš drasticky realného) pojí se taková míra prostnosti umění, že soudný posluchač, jenž ví, s jakými obtížemi od věků i velecenná díla operní bojovati musila i posud bojují, než se jim dostane štěstí provozována býti, s udivením se táže, jak mohla na jeviště našeho divadla, jež pověsti vzorného divadla mimopražského se domáhá, objeviti se práce tak nedostatečná, jež nejen nevyhovuje zvýšeným požadavkům divadelním, ale i po stránce pouze hudební zcela nezáživná jest. […] O jednotlivostech tohoto pokusu, to přímo dím, vážně referovati mně nelze.“
Na programu Švandovy společnosti tato zpěvohra přesto zůstala s úspěchem několik let, skladatel například asistoval smíchovské repríze roku 1895 a byl znovu obecenstvem vyvoláván; počátkem roku 1896 se hrála v Táboře atd. Pavel Švanda mladší ji uvedl 26. února 1897 s diváckým úspěchem i v Brně (i zde obdržel přítomný skladatel vavřínový věnec), avšak sezónu 1896/97 už nemohl dokončit a byl nucen svou společnost rozpustit. Titulní úlohu měla u Švandy od počátku vyhrazenu pěvkyně Anna Maxantová, která vystoupením v brněnské Andulce zakončila svou divadelní kariéru. Brněnský hudební kritik Karel Sázavský o Nejedlého zpěvohře psal ve své recenzi: „těšili jsme se, seznati ji, a podotýkáme, že jsme se jejím provedením dobře pobavili“. Později (roku 1919) však nevzpomínal na Andulku v dobrém: byla po podle jeho názoru „naivní hříčka“ dobrá tak „do nějaké zábavy“ a neměla být v brněnském Národním divadle provedena. Žaloval, že „provedení její zavinila altistka Maxantova, která ji ráda ke své benefici volila – beneficianti mívají vždy neblahý vliv na repertoár“.
Vedle Švandovy společnosti však v 90. letech 19. století Andulku hrály i jiné divadelní společnosti, jako byla společnost Ladislava Chmelenského (např. v Jindřichově Hradci 1893, v Hradci Králové 1894). Především však ji hrály amatérské soubory i v malých obcích (např. Křelov 1895, Senice na Hané 1897, Kvasice 1898, Opočno, Písek, Protivín, Železný Brod 1900, Frenštát pod Radhoštěm 1902, Telč 1908(?), Kateřinky 1912). Díky dirigentovi Antonínu Čejkovi se Andulka dostala i mezi krajany v Americe a v roce 1895 se hrála v Chicagu, Clevelandu a St. Louis, roku 1897 v New Yorku.
Roku 1910 ji hrál zpěvácký spolek „Smetana“ v Mnichově Hradišti, kde Roman Nejedlý pobýval na odpočinku až do své smrti roku 1920. Již po první světové válce však byla i její ochotnická nastudování raritou (např. Stará Bělá 1932).
Andulka byla jednou z nejhranějších českých zpěvoher pro amatérská sdružení své doby, avšak jejímu většímu rozšíření bránilo, že nebyla vydána tiskem. Roku 1900 Nejedlý dal vydat tiskem alespoň její předehru, jak v klavírním výtahu, tak ve verzi pro smyčcový orchestr. Proto také především tato předehra nebyla hned zapomenuta a hrála se v českém rozhlase ještě 9. ledna 1939, kdy ji hrál Symfonický orchestr hlavního města Prahy FOK řízený Karlem Ančerlem. Roku 1930 bylo vydáno tiskem libreto v úpravě autorova syna Viktora Nejedlého.

## Osoby

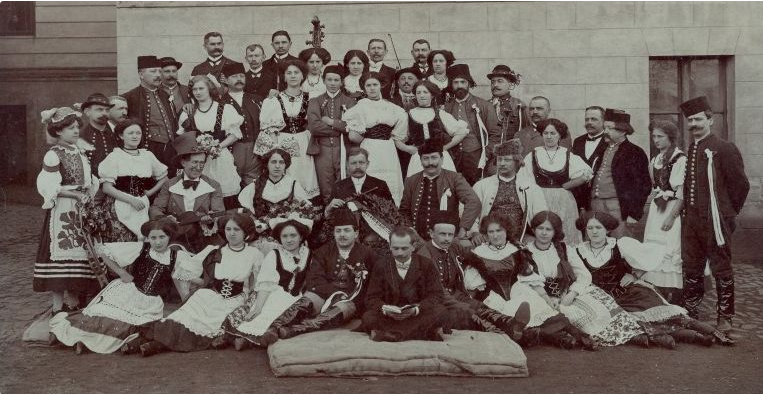
Účinkující v amatérské inscenaci Andulky v Mnichově Hradišti roku 1910

- Horyna, starosta, statkář – baryton
- Vojtěch, jeho syn – tenor
- Andulka, vesnické děvče – mezzosoprán
- Peroutka, obecní písař – bas
- Chasa (mužský a ženský sbor)

## Děj opery
V české dědině na hranicích moravských za dob patrimoniálních.

### 1. dějství
(Světnice venkovského starosty, bohatého statkáře) Na obecní úřad se přišla ohlásit dívčina Andulka, která se chce ve vsi ucházet o službu. Přítomen je jen obecní písař Peroutka a předstírá, že ne příliš zaneprázdněn úředními povinnostmi, než aby jí mohl podepsat služební knížku (scéna Prosím poníženě a árie písaře Víte-li vy nezkušená… Tu pohleďte, co mám práce). Z obhlídky polností se vrací starosta v dobré náladě (zpěv Chvála Bohu, krásný den). Dává se do řeči s Andulkou, která mu vypráví o svém původu (je sirotek) a holedbá se svou pílí a zbožností (árie Jsem sirotek). Starosta je jejím vzhledem a vystupováním příznivě dojat a nabízí jí službu přímo na svém statku (zpěv To děvče se mi líbí a duet A tak jest již ujednáno). Písař je nyní přátelštější a radí Andulce, aby si místa vážila a držela se ho. To má dívka také v úmyslu všemi prostředky zajistit a vzdává díky Bohu (zpěv písaře Milá holka, máte z pekla štěstí a Andulčina modlitba Aha! Už se jinak chová).
Z polní práce se vrací veselá chasa (sbor Práce ta nám rychle od ruky jde). Starosta jim představuje Andulku jako novou holku. Děvčata se durdí, protože je jich už k píci dost a starosta měl zřejmě k Andulčinu rekrutování jiné než hospodářské důvody, zato hoši – včetně starostova syna Vojtěcha – jsou novinkou potěšeni (tercet se sborem 'Statek náš zde jako v ráji a sbor Mysl máme stále čilou).

### 2. dějství

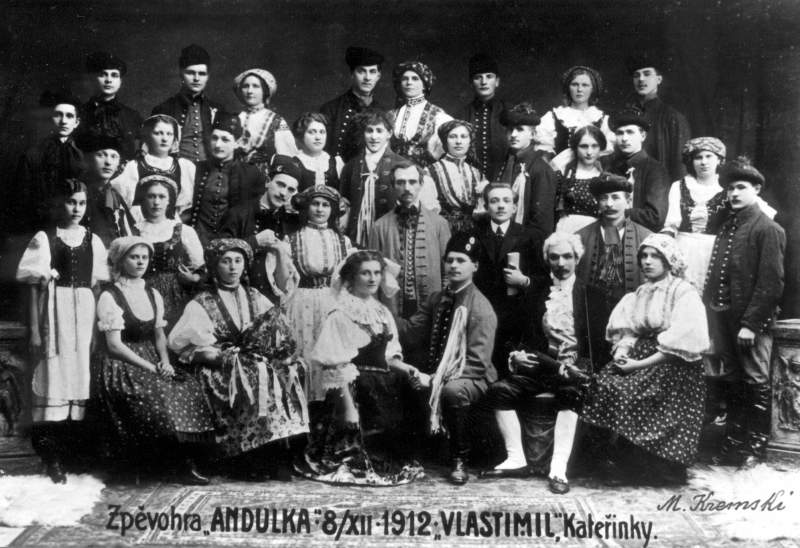
Účinkující v amatérské inscenaci Andulky v Kateřinkách roku 1912

(Před statkem, měsíčná noc) Vojtěch přivádí hochy: doslechl se, že písař se chce Andulce zalíbit a zazpívat jí pod okny písničku, což mu hoši chtějí překazit (zpěv Vojtěcha se sborem Dozvěděl jsem se, že písař). Písař se dostaví a s kytarou v ruce nyje své „holubince“ svou píseň (Poslyš mě, dívčinko), ale hoši jej přerušují rámusem a nakonec ho přiváží na bidlo. Vojtěch tak má volné pole, aby Andulce zazpíval sám (píseň A tak nyní poslyš). Andulka mu odpovídá, že i ona ho v mysli chová (Andulčina píseň Vojtěch! to překvapení! … Zdaž to láska, to já nevím a milostný duet Život náš ať v milování).
Hoši zatím vyřídili písaře a vracejí se zazpívat Andulce, pronásledování žárlivými děvčaty (sbor Starého blázna v cestě víc nemáme). Ta zazpívají Andulce jinou písničku – vybízejí cizí poběhlici, aby se ze vsi klidila (sbor Poslyš, co ti poradíme). Starosta se probudí a vyžene je a plačící Andulku se snaží utěšit tím, že jí nabízí sňatek (árie starosty Poslyš, Andulko… Přijal jsem tě k sobě úplně cizou). Andulka mu slibuje odpověď později.
Hoši se zatím hádají s děvčaty; hoši vysvětlují, že se u Andulky sešli, jen aby odehnali nevítaného nápadníka, a děvčata je podmíněně berou na milost (sborový dvojzpěv Poslechněte nás! … Jestli pravdu nemluvíte nám).

### 3. dějství
(Před statkem) Andulka sedí pod košatým stromem; ze situace, kdy se jí dvoří jak zaměstnavatel, tak jeho syn, vidí východisko jen v odchodu ze vsi (árie S bohem vám dávám). Tam ji najde starosta a vyptává se jí na odpověď. Andulka po dlouhém váhání vypoví starostovi pravdu: jeho nabídky si váží, ale má ráda Vojtěcha a on ji (duet Vrátí se tobě v této již době a Andulčin zpěv Když jsem k vám já přišla neznámá). Starosta s povzdechem ustupuje a přenechává Andulku Vojtěchovi. Oba mladí mu děkují (tercet Lásky blaha krásná doba).
Chasa jde právě na obžínky a starosta jim představuje Andulku jako novou selku. Děvčata se jí nyní omlouvají a všichni přejí snoubencům štěstí (finále K veselým obžínkám).